# Mustang (Oklahoma)
Pour les articles homonymes, voir Mustang.
Mustang est une ville du comté de Canadian en Oklahoma, aux États-Unis.